# 阿仁マタギ駅
阿仁マタギ駅（あにマタギえき）は秋田県北秋田市阿仁中村にある、秋田内陸縦貫鉄道秋田内陸線の駅である。
森吉山自然公園の「奥阿仁」への玄関駅として、2002年（平成14年）に東北の駅百選に選定された。

## 歴史
- 1989年（平成元年）4月1日：秋田内陸縦貫鉄道の駅として北秋田郡阿仁町に開業[1][2]。無人駅[2]。

## 駅構造
単式ホーム1面1線を有する地上駅。無人駅で駅舎はないが待合所が設置されている。

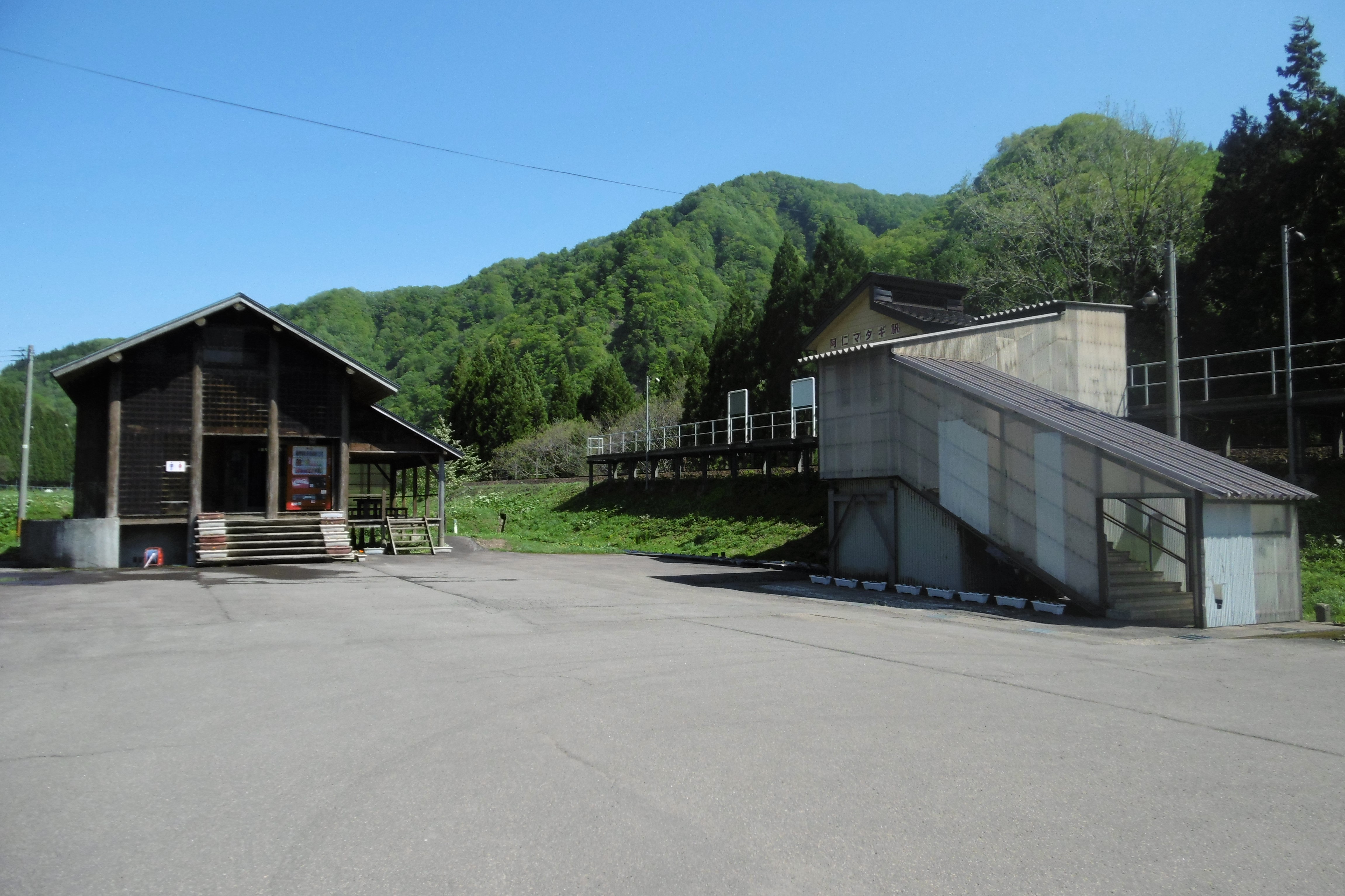
出入口
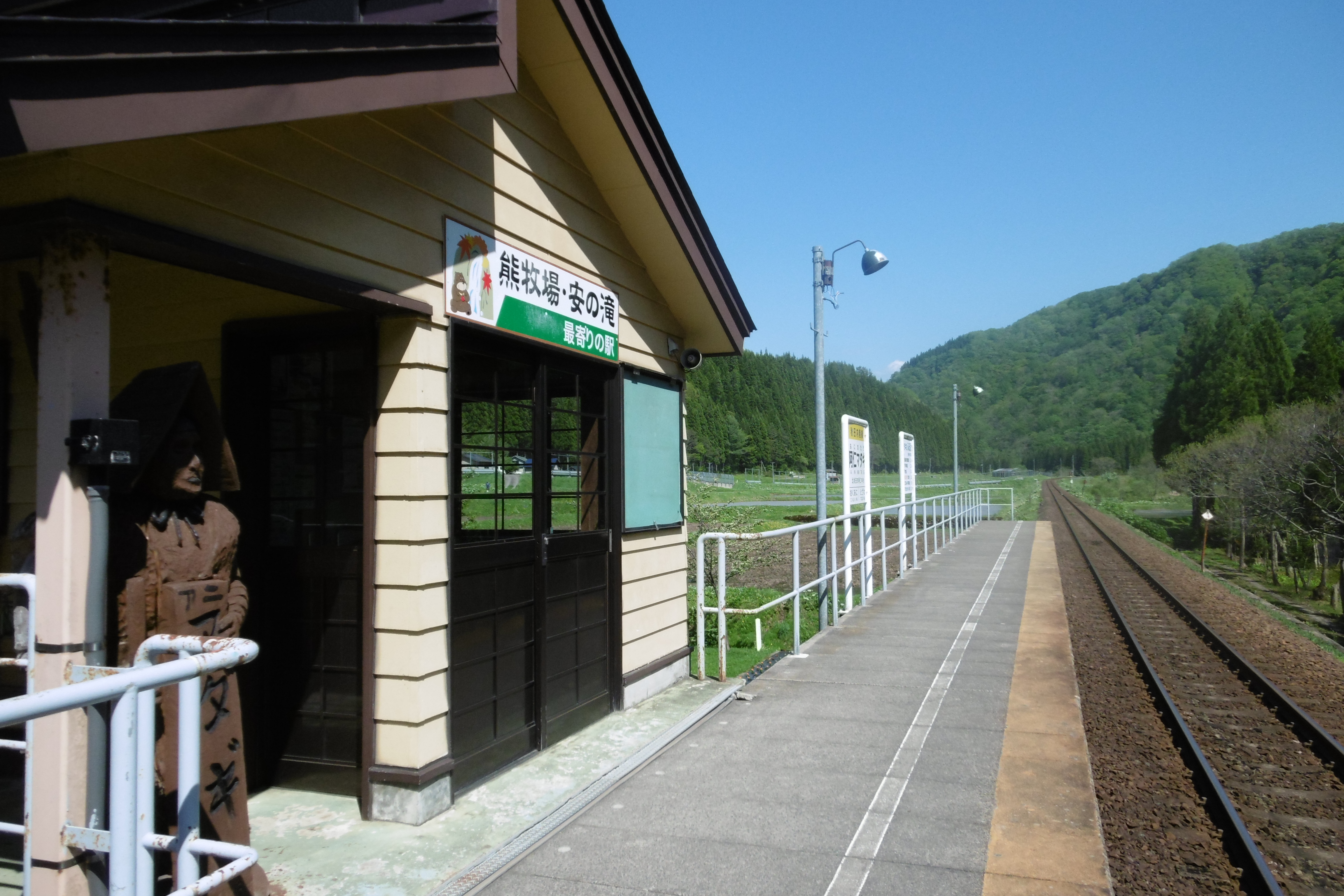
待合所 （角館駅方向）

## 利用状況
| 1日乗降人員推移 | 1日乗降人員推移 |
| 年度            | 1日平均人数     |
| --------------- | --------------- |
| 2016年          | 30              |
| 2017年          | 24              |
| 2018年          | 28              |

## 駅周辺
- 安の滝
- 幸兵衛滝
- 打当温泉（）・マタギ資料館
- 阿仁熊牧場（くまくま園）
- 秋田県道308号河辺阿仁線
- 打当川（）

駅周辺の風景

- 森林レクリェーション 阿仁・田沢総合案内所 （無人）
- 十二段トンネル：戸沢駅との間には秋田県内最長 (5,697m) のトンネルがあるほか、中小のトンネルが連続する。

## その他
打当温泉へ事前に連絡をすると、無料送迎バスが駅前まで迎えに来てくれる。また駅周辺から打当温泉・安の滝へ、前日まで予約制の乗合タクシーが運行している（阿仁タクシー）。

## 隣の駅
秋田内陸縦貫鉄道
■秋田内陸線
- 急行「もりよし」停車駅

□快速（下り）
比立内駅 → 阿仁マタギ駅 → 戸沢駅
□快速（上り）
奥阿仁駅 ← 阿仁マタギ駅 ← 上桧木内駅
■普通
奥阿仁駅 - 阿仁マタギ駅 - 戸沢駅